# 恩雨之聲
恩雨之聲，是加拿大的华语宗教傳播電子媒體，並一個不屬於任何宗派或團體的獨立非營利組織。

## 歷史
恩雨之聲起初從上帝領受的異象，亦是今天仍然持守的期盼。1987年，恩雨之聲於加拿大多倫多成立，是一個以電子傳媒廣傳福音為使命的傳播機構。恩雨之聲持續走訪世界各地，製作國、粵語電視及電台節目，並於加拿大、美國、亞洲、歐洲、澳洲及紐西蘭等五十多個國家及地區播放，定志與全球華人，分享福音信仰。
2001年底，恩雨之聲於香港設立辦事處，成立董事會，拓展事工。透過香港電視、電台、手機及電腦網絡，每週播放福音見證，且藉電話熱線跟進關懷，並廣泛送贈福音光碟，與香港教會和信眾，伙伴同行，播種福音。

## 播出頻道

### 香港
- 無綫電視明珠台
- HOY TV（HOY 77）
- ViuTVsix（每年9月 - 12月）
- 鳳凰衛視香港台
- 新城財經台

### 曾播映頻道
- 亞洲電視本港台
- 亞太第一衛視
- ViuTVsix（每年1月 - 8月）
- Now華劇台（Now TV 105台，每年9月 - 12月）
- 有線電視第一台
- 有線電視綜合娛樂台
- Now華劇台（Now TV 105台，每年1月 - 8月）

## 另見
- 影音使團
- 創世電視

## 外部連結
- 恩雨之聲 （页面存档备份，存于）